# Emil Barchański

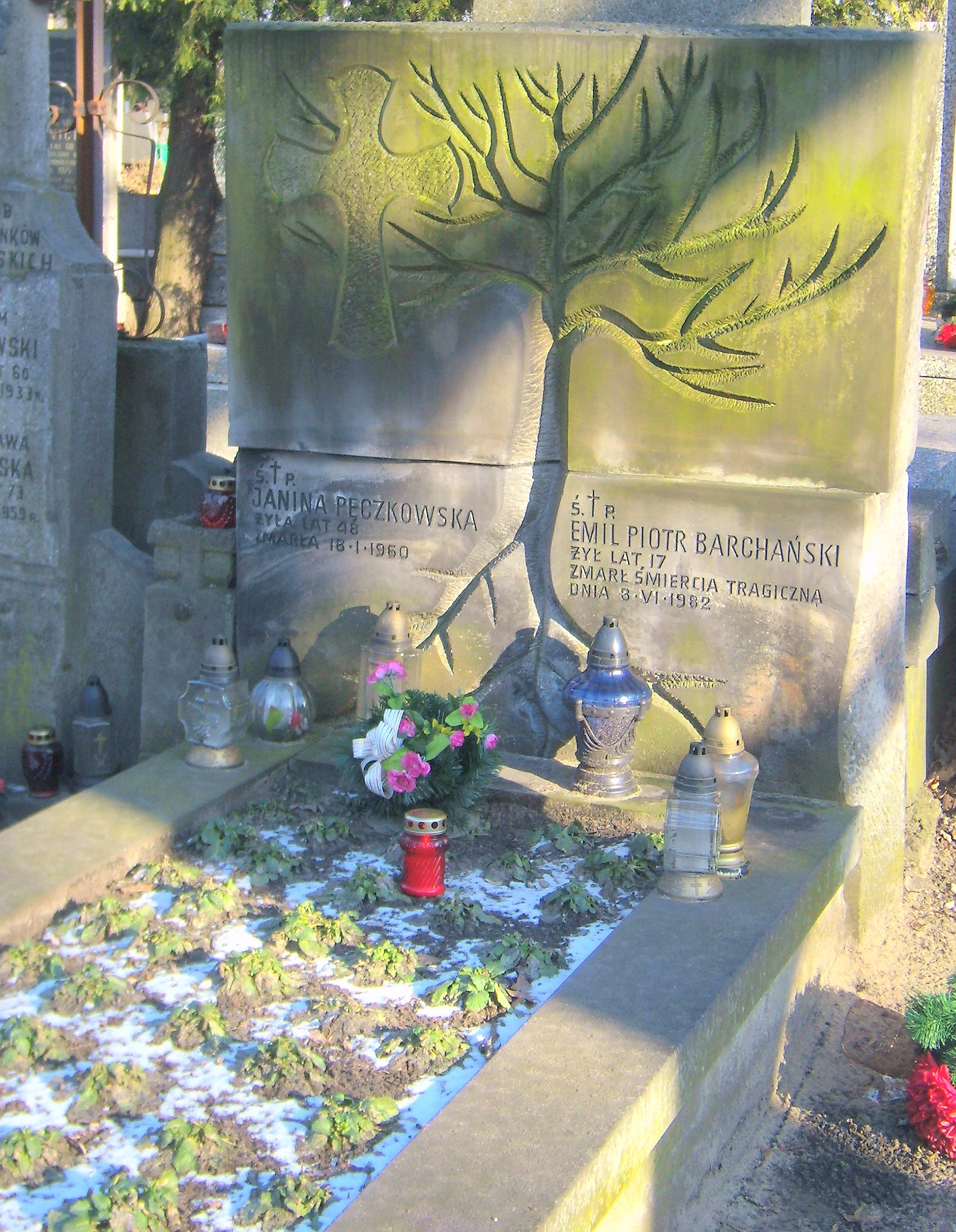
Grób Emila Barchańskiego na cmentarzu Bródnowskim w Warszawie

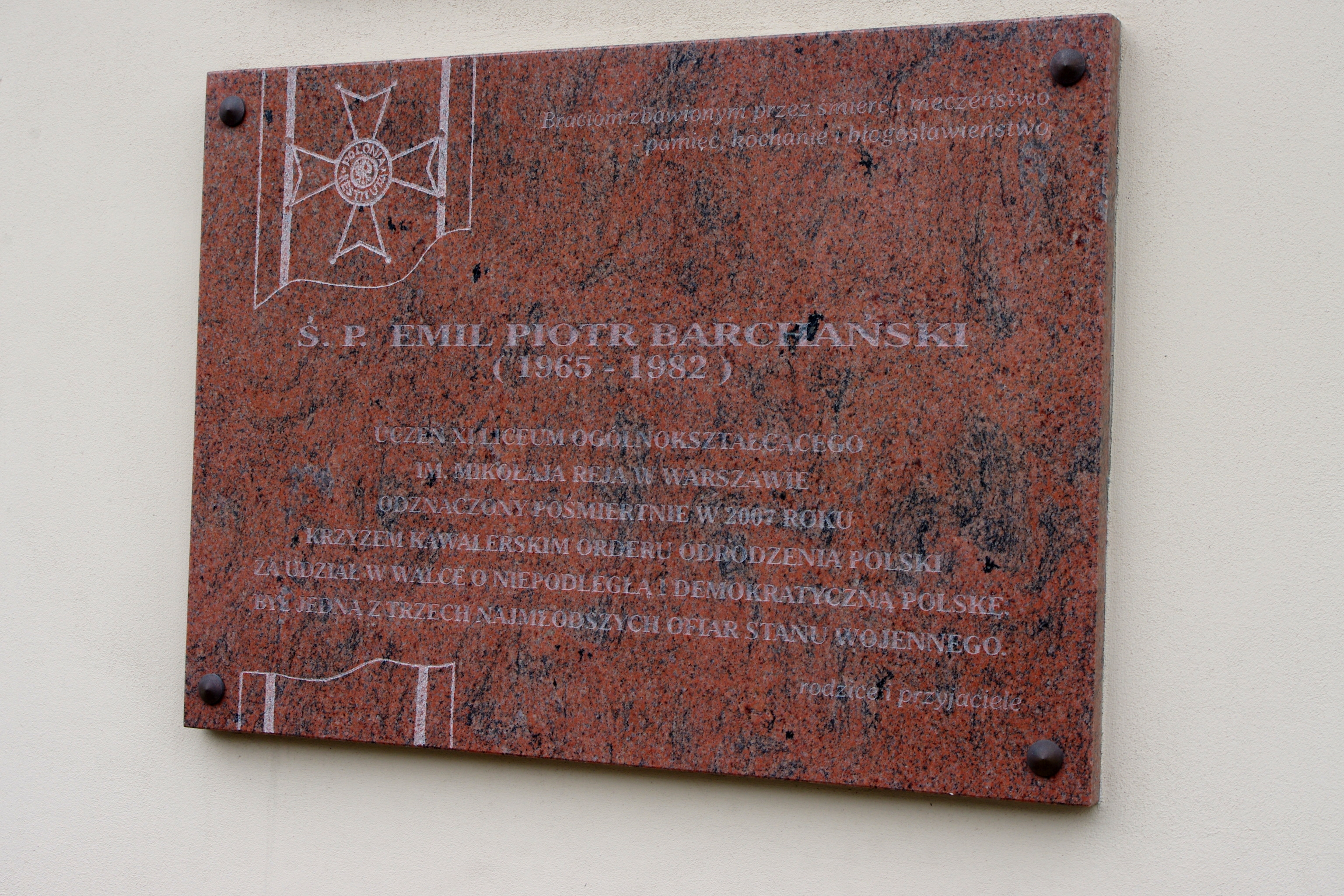
Tablica upamiętniająca licealistę Emila Barchańskiego na ścianie Kościoła Jana Bożego przy ul. Bonifraterskiej 12 w Warszawie

Emil Piotr Barchański (ur. 6 czerwca 1965 w Warszawie, zm. 3 czerwca 1982 tamże) – uczeń XI Liceum Ogólnokształcącego im. Mikołaja Reja w Warszawie, działacz opozycji antykomunistycznej w czasach PRL.

## Życiorys
W 1981 założył szkolny kabaret „Wywrotowiec” i wydawał pismo satyryczno-polityczne „Kabel”. 13 grudnia 1981 – po wprowadzeniu stanu wojennego zaczął prowadzić działalność konspiracyjną w grupie „Piłsudczycy”.
10 lutego 1982 wziął udział wraz z Markiem Marciniakiem i Arturem Nieszczerzewiczem w akcji przeciwko pomnikowi Feliksa Dzierżyńskiego, polegającej na oblaniu pomnika czerwoną farbą i obrzuceniu koktajlami Mołotowa.
3 marca 1982 zatrzymany przez SB w drukarni drugiego obiegu podczas druku publikacji Adama Michnika „Będę krzyczał” z 1977 roku. Po aresztowaniu był bity i zmuszany do składania fałszywych zeznań. Na 17 czerwca 1982 został wyznaczony kolejny termin rozprawy Tomasza Sokolewicza i Marka Marciniaka, w którym Emil miał zeznawać jako świadek. Na jednej z wcześniejszych rozpraw zeznał: „Ci panowie, kiedy biją, nie przedstawiają się, ale jestem gotów w każdej chwili ich rozpoznać”.
Wziął udział w manifestacjach patriotycznych 3, 9 i 13 maja 1982 roku.
3 czerwca 1982 pojechał na plażę nad Wisłą, gdzie zaginął. Według relacji świadka Huberta Iwanowskiego, który widział Emila ostatni, miał się kąpać w Wiśle: „...najpewniej Emil wskoczył do rwącego nurtu za topiącym się psem.”. Według relacji matki: Emil „...nie znosił wody, miał hydrofobię. Rok wcześniej, w czasie wakacji na Wybrzeżu, ani razu nie wszedł do morza. Nigdy nie chodził na basen.”.
Po dwóch dniach, 5 czerwca 1982, na dzień przed jego 17. urodzinami, odnaleziono jego zwłoki przy pięćsetnym kilometrze  Wisły.
16 czerwca 1982 po mszy św. o godz. 13.30 w kościele św. Jacka odbył się pogrzeb Emila Barchańskiego na cmentarzu Bródnowskim (kwatera 46 F VI 20).
Uważany za najmłodszą ofiarę stanu wojennego. W 2009 Instytut Pamięci Narodowej prowadził postępowanie w sprawie zabójstwa Emila Barchańskiego.

## Odznaczenia i upamiętnienie
3 maja 2008 został przez prezydenta RP Lecha Kaczyńskiego pośmiertnie odznaczony Krzyżem Kawalerskim Orderu Odrodzenia Polski.
W 2011 roku powstał reportaż o Emilu Barchańskim „Wrócę kiedy słońce już nie będzie mi potrzebne”, autorstwa Patrycji Gruszyńskiej-Ruman, reportażystki ze Studia Reportażu i Dokumentu Polskiego Radia. Reportaż ten zdobył nagrodę Grand Prix KRRiT 2011.
W stołecznym liceum uroczyście odsłonięto trzy wystawy przypominające stan wojenny. Inicjatorem upamiętnienia Emila Barchańskiego byli sami uczniowie. W uroczystościach uczestniczyła matka Emila Barchańskiego – Krystyna. W rozmowie z Informacyjną Agencją Radiową przyznała, że często obawiała się o syna. „Natomiast on się nie bał. Pewnego dnia powiedział, że my należymy do pokolenia przestraszonych, natomiast jego jeszcze nie zdołali przestraszyć”.
Okoliczności śmierci Emila Barchańskiego stały się osnową filmu dokumentalnego w reżyserii Ryszarda Romanowskiego Wyszedłem po słońce... z 1996 oraz dramatu Małgorzaty Imielskiej Sprawa Emila B., który miał premierę w Scenie Faktu Teatru Telewizji w grudniu 2007, a następnie wydany na DVD w 2008 roku.

## Literatura
- Paweł Jędral, i inni. Rejacy w stanie wojennym. „Biblioteczka Reja”. nr 1, s. 156, 2008. Warszawa: XI Liceum Ogólnokształcące imienia Mikołaja Reja. ISSN 1899-1341. OCLC 297534216. (pol.).Sprawdź autora:2.
- Małgorzata Winkler-Pogoda, Miałam syna Emila. Wywiad rzeka z Krystyną Barchańską-Wardęcką, IPN, Warszawa 2019, ISBN 978-83-8098-595-7